# Christmas in the Heart
Christmas in the Heart è un album discografico di Bob Dylan.
Messo in commercio dalla casa discografica Columbia Records il 13 ottobre 2009 è il trentaquattresimo disco registrato in studio (il quarantasettesimo in assoluto) dal cantautore statunitense.

## Descrizione
L'album si compone di quindici tracce, tutte costituite da cover (vere e proprie reinterpretazioni) di brani classici dedicati al Natale e appartenenti alla tradizione, qui eseguiti da Dylan con impostazione baritonale ed influssi di musica blues, folk music, ritmiche tex-mex di cultura cajun e country music di fattura hillbilly.
Alla commercializzazione del disco è legata un'operazione di beneficenza in base alla quale i proventi della vendita dell'album destinati all'autore andranno a diverse organizzazioni caritatevoli sia interne che esterne agli Stati Uniti. In particolare, all'organizzazione chiamata Feeding America andranno i ricavati delle vendite negli USA mentre altre due organizzazioni - The World Food Programme e Crisis UK,  entrambe strutturate internazionalmente - si sono incaricate della distribuzione, con i fondi ricavati, e in particolare durante le festività natalizie, di pasti a milioni di bisognosi.
In sede di presentazione del progetto, Dylan ha sottolineato il dramma della fame che colpisce nei soli Stati Uniti oltre 35 milioni di persone (di cui 12 milioni in tenera età). Aderendo al programma di Feeding America il cantautore ha inteso contribuire allo sforzo di alleviare i disagi di molte persone almeno durante il periodo natalizio.

### Registrazione
Il disco è stato registrato negli studi di Jackson Browne, a Santa Monica, California.

## Tracce
- I brani traditional  sono stati arrangiati da Bob Dylan

1. Here Comes Santa Claus – 2:35 (Gene Autry, Oakley Haldeman)
2. Do You Hear What I Hear? – 3:02 (Gloria Shayne Baker, Noël Regney)
3. Winter Wonderland – 1:52 (Felix Bernard, Richard Smith)
4. Hark The Herald Angels Sing – 2:30 (traditional)
5. I'll Be Home for Christmas – 2:54 (Buck Ram - Kim Gannon, Walter Kent)
6. Little Drummer Boy – 2:52 (Katherine Davis, Henry Onorati, Harry Simeone)
7. The Christmas Blues – 2:54 (Sammy Cahn, David Jack Holt)
8. Adeste fideles - O' Come All Ye Faithful – 2:48 (traditional)
9. Have Yourself a Merry Little Christmas – 4:06 (High Martin, Ralph Blane)
10. Must Be Santa – 2:48 (William Fredericks, Hal Moore)
11. Silver Bells – 2:35 (Jay Livingston, Ray Evans)
12. The First Noel – 2:30 (traditional)
13. Christmas Island – 2:27 (Lyle Moraine)
14. The Christmas Song – 3:56 (Mel Tormé, Bob Wells)
15. O Little Town of Bethlehem – 2:17 (traditional di Phillips Brooks e Lewis Redner, arrangiato da Bob Dylan)

## Formazione
Diversi sono stati i musicisti che hanno contribuito assieme a Dylan alla realizzazione del disco. Alcuni sono gli stessi che lo hanno accompagnato nelle tournée:

### Musicisti
- Bob Dylan - voce, chitarra, piano elettrico, armonica a bocca
- Tony Garnier - basso elettrico
- George Receli - batteria, percussioni
- Donnie Herron - steel guitar, mandolino, violino, tromba
- David Hidalgo - chitarra, accordeon, mandolino, violino
- Phil Upchurch - chitarra
- Patrick Warren - pianoforte, organo elettrico, celesta

### Coristi
- Amanda Barrett
- Bill Cantos
- Randy Crenshaw
- Abby DeWald
- Nicole Eva Emery
- Walt Harrah
- Robert Joyce